# Xã Center, Quận Washington, Arkansas
Xã Center (tiếng Anh: Center Township) là một xã thuộc quận Washington, tiểu bang Arkansas, Hoa Kỳ. Năm 2010, dân số của xã này là 1.518 người.